# 遠藤留奈
遠藤 留奈（えんどう るな、1981年10月9日 - ）は、日本の女優。
広島県出身。THE SHAMPOO HAT劇団員。昭和音楽芸術学院ミュージカル科卒業。

## 略歴
高校時代にNHKで放送されていた舞台での野田秀樹の演技を見て惹かれ、演劇の道を志す。
2002年に昭和音楽芸術学院を卒業し、フリーで舞台に出演。
2005年にポツドール主催の三浦大輔と出会い『愛の渦』をはじめとする作品に出演。「三浦さんの作品にはうそや妥協が一切ないので、公演のたびにボロボロになる。でも、すぐまた出たくなるんです」とインタビューで話している。
葬儀社でのアルバイトのかたわら、オーディションを受けては様々な劇団の舞台への出演を重ねる。
2010年末に劇団「THE SHAMPOO HAT」に入団。
2016年には映画『貞子vs伽椰子』の伽椰子役に「眼光が鋭く、体も柔軟で本当に怖くて満場一致で決まりました」とオーディションで抜擢された。
2018年からは毛皮族を主宰する江本純子の作品への出演が続いている（#舞台参照）。

## 人物
バレエや暗黒舞踏を習っていた。2008年には大駱駝艦の無尽塾に参加し、体を動かすことによる集中法を身につけたと語る。
「色っぽく女性らしい外見と、ハードな内容や汚れ役も厭わない体を貼った演技で話題を集める」という評や、「その清楚（せいそ）な雰囲気からは想像もつかない過激な作品にも出演してきた」といった評価があり、外見からの印象とはギャップのある演技を見せている。
俳優として喜びを感じるのは、台詞が自身の「本音となり自ずと発生し、それが相手にもつながった時。自分の存在が空気を生んだ時」と答えている。

## 出演

### 舞台
2004年
- 最強☆プラネタリウム『アポロのお尻』（9月） 

2005年
- のぞき部屋テーマパーク『原宿物語ランド』（2月）
- ポツドール『愛の渦』（4月）※第50回岸田國士戯曲賞受賞作
- ニセS高原から〜『S高原から』連続上演〜ポツドール組（9月）
- ZOKKY のぞき部屋コレクションPart1（11月）

2006年
- あかいめ『再生ノオト』（4月）
- jorro『LOSS TIME』（9月）
- ポツドール『恋の渦』（11月） - トモコ 役

2007年
- ゴキブリコンビナート『ゴキブリ名作劇場』（1月）
- ゴキブリコンビナート『My Life As a Punishment Game』（7月） 
- smartball『The Perfect Drug』（9月） 
- グリング『Get Back！』（11月 - 12月） 

2008年
- smartball『kiss me,deadly』（7月） 
- スロウライダー『トカゲを釣る -改-』（9月）  
- 国分寺大人倶楽部『ハローワーク』（10月） - 徳永直美 役
- ZOKKYののぞき部屋コレクションPart3（11月）

2009年
- ポツドール『愛の渦』（2月） 
- ロハ下ル『セインツ・オブ・練馬』（7月） 
- 五反田団『生きてるものはいないのか』（10月）

2010年
- 自転車キンクリートSTORE『富士見町アパートメント』「海へ」（2月）
- ポツドール『夢の城』（7月）  - ドイツ公演
- 清州市民劇場+ユニークポイント共同制作『変身』 （10月）

2011年
- THE SHAMPOO HAT『沼袋十人斬り 改訂版』（2月） 
- ラッパ屋第37回公演『凄い金魚』（3月）  - 京香 役
- ブス会『淑女』（4月） - 吉岡 役
- ポツドール『夢の城-Castle of Dreams』（5月）
- ブルドッキングヘッドロック『毒と微笑み』（8月） 
- ポツドール『夢の城-Castle of Dreams』（11月）

2012年
- ポツドール『愛の渦』（9月）Berliner Festspiele参加 ベルリン公演
- ポツドール『夢の城-Castle of Dreams』（10月・11月）

2013年
- THE SHAMPOO HAT『葛城事件』（4月） 
- オーストラ・マコンドー 昭和マコンドー『岸田國士原作コレクション』「ヂアロオグ・プランタニエ」（5月）
- オーストラ・マコンドー 昭和マコンドー『岸田國士原作コレクション2』（7月） 
- 戯曲朗読研究会「月いちリーディング」『癒し刑』（10月）
- ポツドール『愛の渦』欧州公演2013（11月）

2014年
- オーストラ･マコンドー『さらば箱舟』（2月）
- ドラマライブラリー『死神の浮力』（4月） - 香川 役
- オーストラ・マコンドー 昭和マコンドー『岸田國士原作コレクション2』（7月）
- THE SHAMPOO HAT『風の吹く夢』（9月）
- 私のホストちゃん 血闘！福岡中洲編（12月）

2015年
- □字ック 第10回本公演『鳥取イヴサンローラン』（9月 - 10月） - 杏 役

2016年
- 娼年（8月 - 9月） - 泉川紀子 役
- オーストラ・マコンドー『息が苦しくなるほどに跳ぶ』（11月）

2017年
- 国産第1号『安心』（2月）
- 夜の来訪者と朝の来訪者（5月）
- 劇団鹿殺し6年生企画vol.0『我飯』（8月）

2018年
- 財団、江本純子
  - vol.11『忘れていくキャフェ』（4月）
  - vol.12『ぼくと回転する天使たち』（5月）
  - vol.13 『事務王1』（6月）

2019年
- 財団、江本純子 vol.14『タキシード』（1月）
- 江本純子の「行動作品『渇望』」（2月）
- 財団、江本純子vol.15『ドレス』（3月） - 萬寿役
- 劇団宝船 第8回公演『社交辞愛』（11月）

2020年
- 財団、江本純子 vol.16『わたしを信じて』（3月）
- 毛皮族2020Tokyo『あのコのDANCE』（2020年9月）
- フロアトポロジー×ヒノカサの虜『きみの様に鳥が無く』（9月）

2021年
- 毛皮族『Gardenでは目を閉じて』（2021年11月）

2022年
- CHAiroiPLIN おどる戯曲『FRIEND』（1月）
- PARCO PRIDE WEEK「あいとあいまい」『愛でる』（4月） - サラ 役
- 毛皮族『セクシードライバー』（11月）

2023年
- ロイヤル（8月） - フィメールno.20019 役

### 映画
- 多摩川シンメトリー（2006年）
- 目のまえ（2007年）
- ぐるりのこと。（2008年）
- 恋愛戯曲〜わたしと恋におちてください。〜（2010年）
- 七瀬ふたたび（2010年）
- パレード（2010年）[68]
- 恋の罪（2011年）
- ふがいない僕は空を見た（2012年）
- 凶悪（2013年）
- アイアムアヒーロー（2016年） - ナナミ 役[69]
- 貞子vs伽椰子（2016年） - 伽椰子 役[4]
- 過激派オペラ（2016年）[70][71]
- 愛しのデコトラ天使（2018年） - さおり 役[72]
- 焦げ。（2019年）[73]
- 海の夜明けから真昼まで（2023年） - 工藤綾子 役[74]
- 愛の茶番（2024年） - ルミ 役[75]

### テレビドラマ
- Queen Teeth 存在証明〜女法歯学者の事件ファイル〜（2009年、関西テレビ） - 富士宮裕子 役[76]
- 祝女シーズン2（2010年、NHK総合）[77]
- パンドラ2〜飢餓列島〜#1（2010年、WOWOW）[78]
- たぶらかし〜代行女優業･マキ〜 第5話（2012年5月、日本テレビ） - CLUB JASMINEキャバクラ嬢 役[79]
- 走馬灯株式会社 第2話（2012年7月、TBS）[80]
- 外科医 鳩村周五郎 11（2013年、フジテレビ） - 磯田麻子 役[81]
- 七つの会議 第3話（2013年、NHK総合）
- アンダーウェア（2015年、フジテレビ）[82]
- キッドナップ・ツアー（2016年、NHK総合）[83]
- ドラマミステリーズ 〜カリスマ書店員が選ぶ珠玉の一冊〜（2017年、フジテレビ）[84]
- 名刺ゲーム（2017年、WOWOW） - 田坂恵理 役[85]
- 忘却のサチコ（2018年1月、テレビ東京）[86]
- 声ガール！ 第2話・6話（2018年4月、テレビ朝日）[87]

### テレビ番組
- ビットワールド（2012年、NHK Eテレ）[88]
- ムジカ・ピッコリーノ（2013年、NHK Eテレ） - エマ 役[89]
- 時々迷々「わたしのロボット」（2010年、NHK Eテレ）

### 配信ドラマ
- パーティーは終わった「抱きしめたい」（2011年、BeeTV）

### CM
- スタッフサービス 派遣社員サイボーグ022 グッジョブ、私！ クリップ篇
- 日本民間放送連盟 ワールドカップキャンペーン
- 夢ハウス「リセットボタン台所篇」
- 平川商事 ARROW 「アソビだったのね篇」
- 花王 アタックバイオジェル トライアタック「泥はね篇」
- ダイワハウス 「ダイワハウスが言えない男篇」

#### ラジオCM
- ブリヂストン エコピアEX10
- 三井住友カード Cedyna

### MV
- Every Little Thing「DREAM GOES ON」（2009年）[90]
- 在日ファンク「嘘」（2012年）[91]
- ツリメラ「アイズ・ワイド・シャット」（2013年）[2]
- エレファントカシマシ「Destiny」（2014年）[2]
- 銀杏BOYZ「エンジェルベイビー」(2017年)[92]